# Jørgen Glenthøj
Jørgen Robert Glenthøj (født 11. marts 1955) er en dansk politiker og medlem af kommunalbestyrelsen i Frederiksberg Kommune, valgt for Det Konservative Folkeparti. Fra 15. januar 2009 til 18. marts 2019 var han kommunens borgmester.
Han er samfundssproglig student fra Vestre Borgerdyd Gymnasium og har læst medicin ved Københavns Universitet. Han har i flere år arbejdet som seniorproduktchef i Merck Sharp & Dohme og har igennem en årrække været produktansvarlig for virksomhedens kolesterolsænkende medicin.
Den politiske karriere begyndte i midten af 1970'erne i Konservativ Ungdom, hvor Glenthøj bl.a. var formand for Hvidovre KU, Frederiksberg KU og Præsident for Nordisk Ungkonservativ Union. Medlem af Frederiksberg Kommunalbestyrelse 1986-1988 og igen fra 1994. Rådmand 1994-2001, viceborgmester 2002-2008.
Ved kommunalvalget 2009 fik Jørgen Glenthøj 7.176 personlige stemmer.
Han har en lang række tillidsposter, bl.a. som næstformand i Metroselskabet, bestyrelsesmedlem i Movia, København Zoo, Sundhed.dk og Dansk Sygehus Institut.
Glenthøj er frimurer. Han meldte sig ind i foreningen Den Danske Frimurerorden den 29. oktober 2005.